# Sarah Grey
Sarah Grey (* 19. Mai 1996 in Nanaimo, British Columbia) ist eine kanadische Schauspielerin. Sie wurde einem breiten Publikum bekannt durch das Mitwirken in der Wedding March-Trilogie und durch die Fernsehserie The Order.

## Leben
Grey hat eine ältere Schwester. Sie gab ihr Filmdebüt 2010 im Kurzfilm Labour Day. In den nächsten Jahren folgten kleinere Nebenrollen in Spielfilmen sowie Episodenrollen in einigen Fernsehserien. 2016 spielte sie die Rolle der Julie Turner in dem Fernsehfilm The Wedding March. In den Fortsetzungen Wedding March 2: Resorting to Love (2017) und Wedding March 3: Here Comes the Bride (2018) war sie erneut in der Rolle zu sehen. Von 2019 bis 2020 verkörperte sie die Magierin Alyssa Drake in 20 Episoden der Fernsehserie The Order.

## Filmografie
- 2010: Labour Day (Kurzfilm)
- 2013: Cinemanovels
- 2013: Embrace of the Vampire
- 2014: Almost Human (Fernsehserie, Episode 1x10)
- 2014: Bates Motel (Fernsehserie, Episode 2x04)
- 2014: Wenn ich bleibe (If I Stay)
- 2015: Fatal Friends (Fernsehfilm)
- 2015: Lügen haben spitze Zähne (Liar, Liar, Vampire) (Fernsehfilm)
- 2015: Der Instinkt einer Mutter (Her Own Justice) (Fernsehfilm)
- 2016: iZombie (Fernsehserie, Episode 2x17)
- 2016: Lucifer (Fernsehserie, Episode 1x12)
- 2016: The Wedding March (Fernsehfilm)
- 2016: Motive (Fernsehserie, Episode 4x07)
- 2016: Wayward Pines (Fernsehserie, Episode 2x09)
- 2016: Mamas Geheimnis (Mommy's Secret) (Fernsehfilm)
- 2016–2017: Legends of Tomorrow (Fernsehserie, 3 Episoden)
- 2017: Last Night in Suburbia
- 2017: Power Rangers
- 2017: Wedding March 2: Resorting to Love (Fernsehfilm)
- 2017: Story of a Girl (Fernsehfilm)
- 2018: Wedding March 3: Here Comes the Bride (Fernsehfilm)
- 2018: Sidelined (Fernsehfilm)
- 2018: Janette Oke: Die Coal Valley Saga (When Calls the Heart) (Fernsehserie, Episode 5x08)
- 2018: Once Upon a Time – Es war einmal … (Once Upon a Time) (Fernsehserie, Episode 7x21)
- 2018: Hailey Dean Mystery (Fernsehserie, Episode 1x05)
- 2018: No One Would Tell (Fernsehfilm)
- 2019–2020: The Order (Fernsehserie, 20 Episoden)
- 2021: The Secret Lives of College Freshmen (Fernsehfilm)
- 2022: Der erste Blick, der letzte Kuss und alles dazwischen (Hello, Goodbye and Everything in Between)
- 2022: The Accursed
- 2024: Nelly Knows Mysteries – A Fatal Engagement (Fernsehfilm)
- 2025: Sight Unseen (Fernsehserie, Episode 2x049)
- 2025: My Sister's Double Life (Fernsehfilm)